# Чепурненко Євгеній Костянтинович
Чепурненко Євгеній Костянтинович (нар. 6 вересня 1989) — український футболіст, центральний півзахисник. Вважається одним із найдосвідченіших гравців у змаганнях ПФЛ (України).

## Біографія
Вихованець бердянської ДЮСШ та академії київського «Динамо». З літа 2006 року по літо 2011 року, грав поперемінно в клубах «Княжа» і «Львів». Другу половину 2011 року провів у «Севастополі». У 2012 році перейшов у чернігівську «Десну».
У січні 2018 року став гравцем харківського «Геліоса».

## Досягнення
- Перша ліга чемпіонату України
  -  Чемпіон (1): 2014/15
  -  Віце-чемпіон (2): 2007/08, 2016/17

- Друга ліга чемпіонату України
  -  Чемпіон (1): 2012/13

## Статистика
Станом на 1 липня 2024 року
- У Прем'єр лізі України провів 8 матчів, забив 1 гол.
- У Кубку України провів 25 матчів, забив 5 голів.
- У змаганнях ПФЛ провів 357 матчів, забив 91 гол.
  - Перша ліга України — 247 матчів, 51 гол.
  - Друга ліга України — 110 матчів, 40 голів.

## Сім'я
Одружений, має сина і доньку, яка народилася 1 лютого 2019 року.